# Franzbrötchen

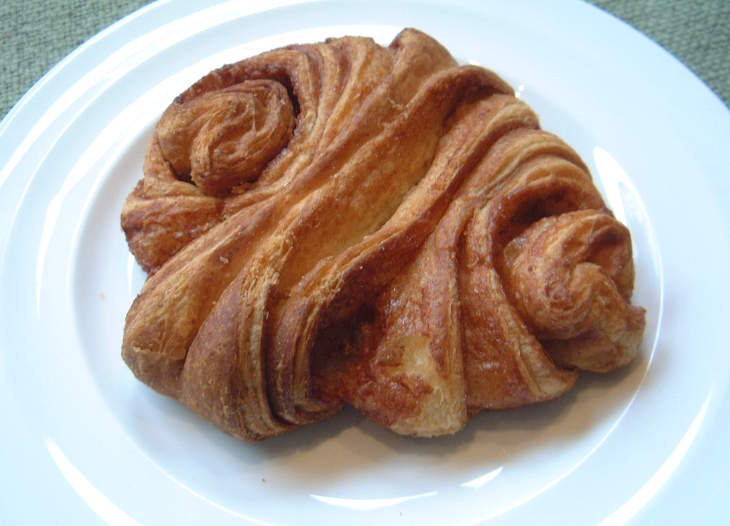
Franzbrötchen

Ein Franzbrötchen ist ein aus Plunderteig bestehendes süßes Feingebäck, das mit Zucker und Zimt gefüllt ist. Es ist eine Spezialität der Hamburger Küche und wird häufig zu Kaffee und Kuchen oder zum Frühstück gereicht. Die Verbreitung beschränkte sich auf die Großregion Hamburg, seit Anfang des 21. Jahrhunderts sind Franzbrötchen in verschiedenen Varianten auch in anderen Städten Deutschlands bekannt.
In Variationen gibt es Franzbrötchen auch mit Rosinen, Streuseln, Schokoladenstückchen, Marzipan, Mohn oder Kürbiskernen.

## Geschichte
Der Name ist möglicherweise eine Reminiszenz an die Hamburger Franzosenzeit (1806–1814). Einer Überlieferung zufolge gab es damals ein längliches Franzbrot (auch Franzbroot, Franschbroot, Plural Franzbreud, Franschbreud), das dem Baguette ähnlich war. Ein Hamburger Bäcker soll danach ein solches Franzbrot in einer Pfanne mit Fett angebraten haben. Daraus soll das heutige Franzbrötchen entstanden sein. Der Historiker Dirk Brietzke ist allerdings der Meinung: „Alles, was Sie dazu finden, egal ob gedruckt oder im Netz, ist pure Spekulation.“
Dennoch gibt es sowohl in älteren Büchern als auch in neueren Veröffentlichungen einige belegte Zusammenhänge, die ein stimmiges Bild der Entstehung von Franzbrötchen aufzeigen. Als eine der ältesten Quellen gilt ein Handzettel aus dem Jahr 1825, mit dem ein Hamburger Bäcker namens Hieronymus Frisch, eingetragen als Los- und Kuchenbäckeramtsmeister, zum 1. April 1825 die Eröffnung einer Backstube in der Altstadt ankündigt. In seinem angepriesenen Sortiment bietet er neben anderem an: „rundes und krauses Franzschbrod, sehr fett und blätterich, sind nach dem Rezept vom Franzschen Bäcker in Altona“. Da sich dieser Hinweis mit Überlieferungen deckt, deuten der Autor Manfred Beseler und die Kunsthistorikerin Annette Hillringhaus dies als deutliches Indiz, dass das Franzbrötchen eine Kreation des Franzschen bzw. Französischen Bäckers in dem damals unter dänischer Verwaltung stehenden Altona ist.
Der Franzsche Bäcker war über mehrere Generationen eine Art Institution in Altona, die mit der Erteilung einer Ausnahme von der sogenannten Bäckergerechtigkeit durch den dänischen König Friedrich V. vom 13. Februar 1747 für den hugenottischen Glaubensflüchtling Antoine Sabatier (1684–1764) begründet wurde. Bereits im Jahr zuvor hatte Antoine Sabatier in der Großen Bergstraße ein Backerbe erworben, darunter gefasst sind ein Backofen bzw. Backhaus mit dem dazugehörigen Wohnhaus für Familie, Gesellen und Lehrlinge sowie das Privileg, Brot für den Verkauf zu backen, aber auch die Pflicht, jederzeit gutes und unverfälschtes Brot zu liefern. Gekauft hat er Haus und Grundstück von der Familie Harry, die an dieser Stelle bereits seit 1668 eine Bäckerei betrieb und deren Geschichte gut dokumentiert ist. So findet sich in der Firmenchronik auch die Notiz:

„Diese Bäckerei wurde nun ein besonderes Stück Stadtgeschichte. Settegasts Sohn verkaufte das Grundstück 1746 an den Hugenotten Antoine Sabatier, der auf besonderen Befehl des dänischen Königs als erster Konditormeister in das Bäckeramt von Altona aufgenommen werden mußte. Das süße Plunderteiggebäck, das man heute in Dänemark Wiener Brot nennt, scheint damals am Königshof Mode geworden zu sein und seinen Siegeszug begonnen zu haben. Zur Blüte kam die französische Bäckerei unter Sabatiers Sohn Jean, und bis zum Zweiten Weltkrieg gab es an dieser Stelle in der Großen Bergstraße eine beliebte Konditorei, die immer noch Franzsche Bäckerei genannt wurde.“

Der Sohn Jean Sabatier (1718–1798) führte die Bäckerei nach dem Tod des Vaters weiter, die Konzession für die Bäckerei wurde am 15. Dezember 1766 durch Christian VII. erneuert. Ab 1793 übernahm dessen Sohn Jean Stephan Sabatier (1758–1804) in der dritten Generation das Backerbe. Nach dessen Tod überschrieb die Witwe Margaretha Sabatier dem ehemaligen Gesellen Johann Heinrich Thielemann (1776–1836) im Jahr 1808 das Backerbe. Die Bezeichnung Franzscher Bäcker hat sich auch auf ihn sowie die folgenden Generationen übertragen: Johann Heinrich Thielemann (1811–1875) und Johann Heinrich Thielemann (1848–1901).
Im Jahr 1899 verkaufte die Familie Thielemann der Stadt Altona ein Teil des Grundstücks zur Umgestaltung der Großen Bergstraße und baute an gleicher Stelle ein neues Wohn- und Geschäftshaus mit drei Etagen und zwei Läden im Erdgeschoss. Nach dem Tod ihres Mannes übernahm zunächst Catharina Thielemann (gest. 1948) das nun als Bäckerei und Conditorei ausgewiesene Erbe. 1907 übertrug sie die Bäckerei auf den Konditormeister Heinrich Dittmer. Von 1917 bis etwa 1940 war dessen Sohn Heinrich Dittmer junior der letzte Franzsche Bäcker von Altona am Backerbe Große Bergstraße 9. Das Haus wurde 1943 durch Bomben zerstört. Durch die Umgestaltung Altonas in der Nachkriegszeit bezog man diesen Abschnitt in die Straße Nobistor ein. Anfang der 1960er Jahre wurde auf dem Grundstück das Bekleidungsunternehmen C&A gebaut. Nachdem die Filiale 1993 schloss, stand das Gebäude einige Jahre leer oder wurde teilweise von kreativen Gruppen genutzt. 2007 erfolgte der Abbruch für die Erweiterung einer Endoklinik.

## Zubereitung
Für den Plunderteig wird zunächst ein Hefeteig angesetzt und touriert, das heißt, mit Ziehfett, in der Regel Butter, mehrfach ausgerollt und gefaltet. Nach einer letzten Ruhephase wird der Teig dünn ausgerollt und mit einer Zucker-Zimt-Mischung bestreut, anschließend zu einer Rolle aufgerollt und diese in vier bis fünf Zentimeter große Stücke geschnitten. Die in den letzten Jahren typisch gewordene gequetschte oder gedrehte Form wird durch Drücken mit einem dünnen Rundholz – beispielsweise dem Stiel eines Kochlöffels – in der Mitte des Teiglings bewirkt. Dadurch tritt die Zucker-Zimt-Füllung seitlich heraus. Beim Backen karamellisiert der Zucker an der Oberfläche und bestimmt neben anderen Bestandteilen den typischen Geschmack des Franzbrötchens. Bis in die 1990er Jahre war eine gedrückte Form vorherrschend.

## Belletristik
Thomas Mann lässt in seinem Roman Buddenbrooks: Verfall einer Familie wiederholt den Hausarzt der Familie, einen  Dr. Grabow, auftreten. Dieser verordnet bei mehreren Gelegenheiten „ein wenig Taube, ein wenig Franzbrot …“, was wohl, im grabowschen Sinne, nicht medikamentöse Wirkung haben soll, sondern vielmehr die ansonsten opulenten Essgewohnheiten der reichen Lübecker Kaufmannsfamilie konterkarieren will.

## Bekanntheit innerhalb Deutschlands
Franzbrötchen werden heute noch größtenteils im Norden Deutschlands verkauft und verzehrt, sind aber mittlerweile auch in anderen Teilen Deutschlands bekannt. In den südlichen Bundesländern werden Franzbrötchen in immer mehr Bäckereien angeboten. Überall in Deutschland haben sich Gebäcke verbreitet, die von Form und Zubereitung her in den meisten Fällen vom Franzbrötchen inspiriert sind, so auch in Mitteldeutschland. Im bevölkerungsreichsten Bundesland Deutschlands, Nordrhein-Westfalen, ist das Franzbrötchen nicht von weitreichender Bekanntheit, ist aber dennoch vereinzelt in Bäckereien erhältlich. Abwandlungen des Rezepts werden hier in vielen Bäckereien angeboten. Je nach lokaler Küche wird das nördliche Rezept immer wieder abgewandelt, um weitere Zutaten zu ergänzen.
Ab April 2024 gehört das Franzbrötchen zum Frühstücksangebot bei McDonald’s.